# Physcomitrium courtoisii
Physcomitrium courtoisii là một loài Rêu trong họ Funariaceae. Loài này được Paris & Broth. mô tả khoa học đầu tiên năm 1909.